# Grabmal Kaiser Friedrichs III.

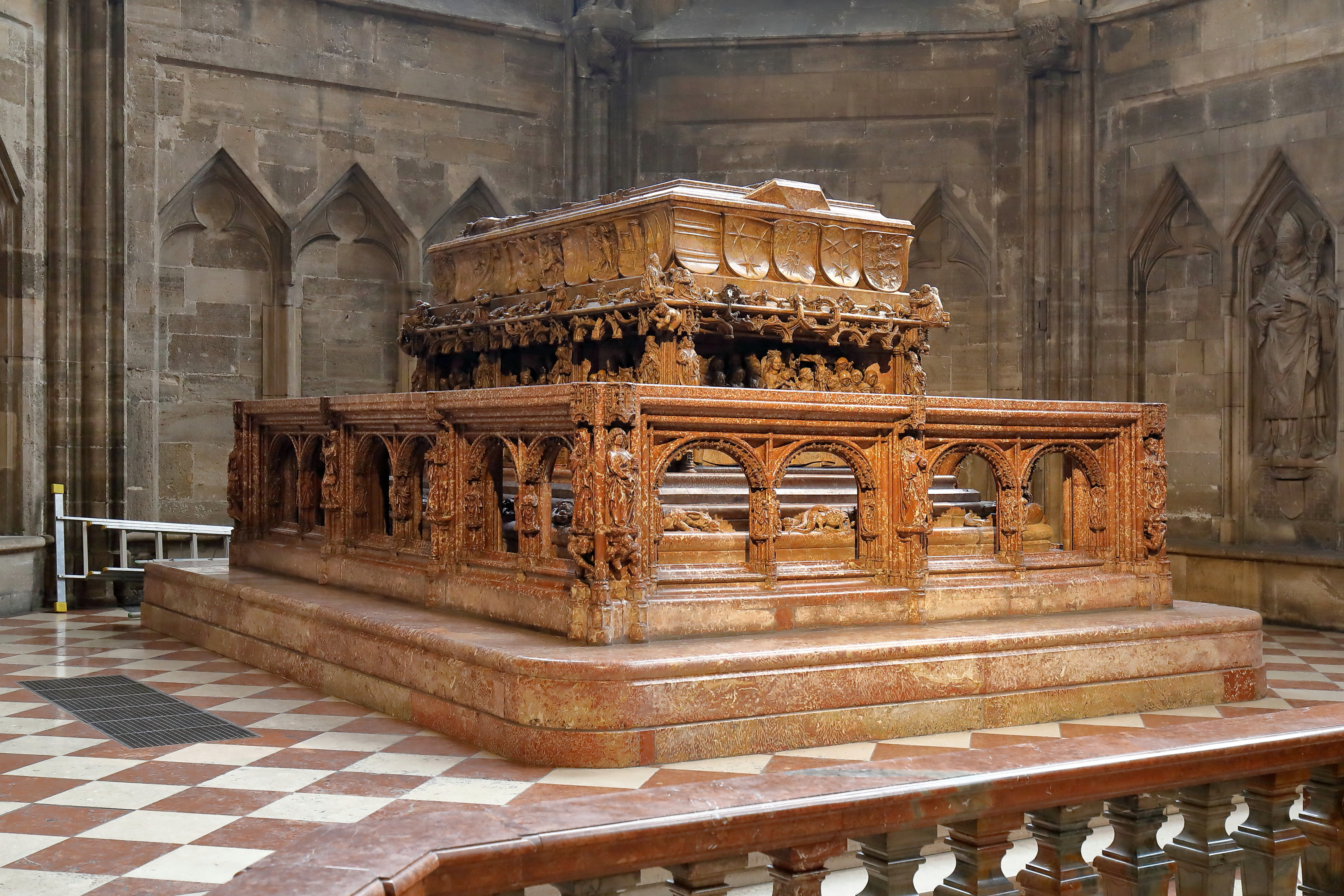
Hochgrab Kaiser Friedrichs III. im Wiener Stephansdom

Das Grab Kaiser Friedrichs III. ist ein monumentales Werk, das sich im Apostelchor der Domkirche St. Stephan zu Wien befindet. 1513 wurde der Leichnam Kaiser Friedrichs III. dort beigesetzt. Die Grabplatte wurde von Niclas Gerhaert van Leyden erschaffen und von Friedrich III. für die ursprünglich in Wiener Neustadt geplante Grabstätte in Auftrag gegeben. Das Grabmal im Stephansdom wurde von Maximilian für seinen bereits verstorbenen Vater in Auftrag gegeben, die ursprüngliche Tumba und Grabplatte wurden hierher gebracht und eingearbeitet, das Grab selbst hierher verlegt. Es ist nicht nur eines der bedeutendsten plastischen Kunstwerke des Spätmittelalters, sondern auch einzigartig in seiner Monumentalität in einem Kirchenraum dieser Zeit. Der verarbeitete Naturstein ist ein Adneter Marmor der Sorte Rotscheck. Dieser polierfähige Kalkstein kommt aus Adnet im heutigen Land Salzburg.

## Geschichte

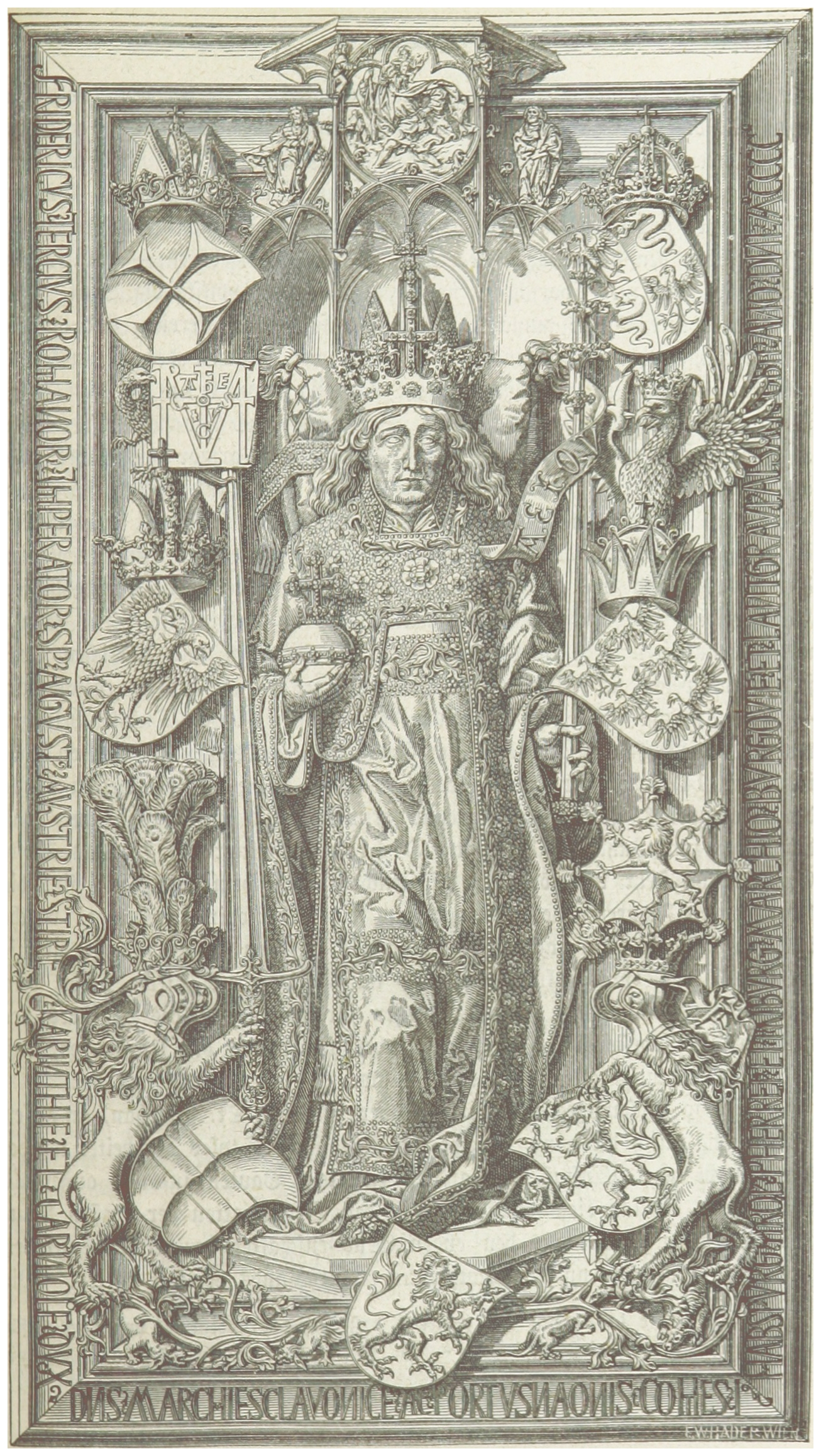
Zeichnung des Tumbadeckels des Grabmals Kaiser Friedrichs III. (aus dem Kronprinzenwerk 1886)

Kaiser Friedrich spielte zeit seines Lebens eine bedeutende Rolle für die Erzdiözese Wien. Ihm gelang es 1469, von Papst Paul II. die Bulle In supremae dignitatis specula zu erwirken, die in Österreich die Bistümer Wien und Wiener Neustadt errichtete. In dieser Bulle wurde auch dem römisch-deutschen Kaiser und seinen Nachfolgern das Recht gegeben, Bischöfe einzusetzen.
Bereits dreißig Jahre vor seinem Tod berief der Kaiser 1463 den niederländischen Bildhauer Niclas Gerhaert van Leyden aus Straßburg und gab ihm den Auftrag, ein Monumentalgrab im Wiener Stephansdom im Polygon des Apostelchors zu errichten. Nach einem weiteren kaiserlichen Schreiben begann er 1468 schließlich mit der Arbeit an der Deckplatte mit dem Bildnis des ruhenden Kaisers. Als Material verwendete er roten, gefleckten Adneter Marmor, der besonders schwer zu bearbeiten war. Van Leyden starb 1473, sein Entwurf wurde aber in der Form beibehalten und die Arbeit von Max Valmet weitergeführt, der die Seitenreliefs anfertigte. Michael Tichter, der das Werk vollendete und auch als des Kaisers „Grabmeister“ bekannt wurde, schuf die Balustrade und 1510 konnte mit der Aufstellung des Grabmals im Dom begonnen werden.
Kaiser Friedrich starb im Alter von 78 Jahren am 19. August 1493 in Linz. Sein Herz und seine Eingeweide wurden getrennt bestattet und in der Linzer Stadtpfarrkirche beigesetzt. Der Leichnam selbst wurde in der Herzogsgruft unter dem Mittelchor des Stephansdomes beigesetzt. Zwanzig Jahre später, am 12. November 1513, erfolgte die feierliche Übertragung seines Leichnams in das Hochgrab.
Während des Großbrandes im April 1945 war das Hochgrab Kaiser Friedrichs III. im Altarraum des Südchors durch eine Ummauerung geschützt, wodurch es keine nennenswerten Schäden erlitt.
Wie im November 2013 durchgeführte Forschungen bestätigten, befindet sich der Grabinhalt im ursprünglichen Zustand; die Funeralinsignien sind ebenso vollständig vorhanden wie die Stoffumwicklung des Leichnams.

## Beschreibung

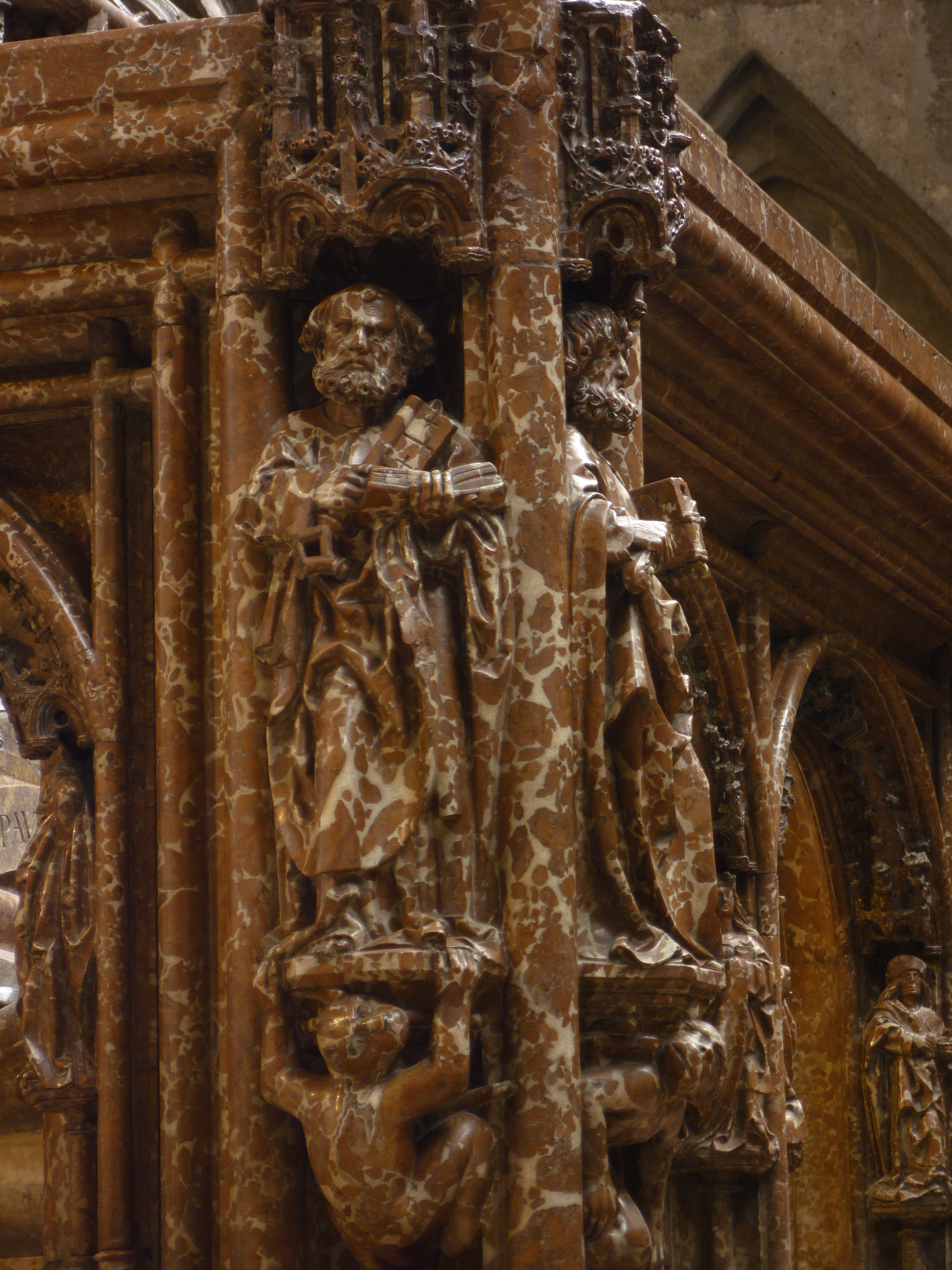
Apostelfiguren an der Balustrade des Friedrichsgrabes

Das Grabmal ist durch die steinerne Balustrade abgeschirmt, zu der an der Rückseite des Grabmals Stufen hinaufführen. Von dort aus ist es möglich, den Grabdeckel zu betrachten, was sonst wegen der Höhe des Grabmals von mehr als zwei Metern nicht möglich ist. Auf dem Deckel ist porträthaft die Gestalt des ruhenden Kaisers im vollen Krönungsornat dargestellt, umgeben von seinen Wappen und Herrschaftsattributen. Sein gekröntes Haupt ruht auf einem Kissen, den Reichsapfel trägt er in der rechten Hand, das lange Zepter in der linken. Um das Zepter liegt ein Spruchband mit den Vokalen AEIOU.
Der Kaiser ist mit einem reichbestickten Mantel bekleidet und, obwohl liegend, scheint er mit seinem rechten Bein leicht nach vorne zu schreiten. Der Kaiser blickt gen Osten, der aufgehenden Sonne entgegen. Dies soll die Auferstehung symbolisieren. Umrahmt wird die Grabplatte von einem lateinischen Spruchband.
Die Seiten sind in mehrere Ebenen aufgeteilt und mit 240 kleineren Statuen verziert. Auf der obersten Ebene unter dem Deckel sind weitere Wappen eingemeißelt. Darunter ist ein kleiner Vorsprung, auf dem kleine Figuren von klagenden Mönchen für seine Seele beten. Die guten Werke und seine Stiftungen sind ebenfalls dargestellt, sie sollen am Jüngsten Gericht für ihn sprechen. Seine Taten überwinden die Verwesung und den Tod, dargestellt am Sockel in Form von Kreaturen und Totenschädel. An anderen Stellen des Sarges beschützen der auferstandene Heiland, die Apostel sowie die Hausheiligen die Seele des Kaisers.
Im Jahr 1969 haben Forscher in einer mehr oder weniger geheimen Aktion ein Loch in das Grabmal gebohrt, um sich zu vergewissern, dass sich darin tatsächlich ein Leichnam befindet. Dieses Loch wurde ab 2013 zu einer umfassenden Untersuchung genutzt, deren Ergebnisse im November 2019 präsentiert wurden. Die Auswertung zeigt, dass das Innere noch die originalen Funeralinsignien sowie gut erhaltene Textilien enthält.